# Horst Adam
Horst Adam (* 1. April 1939 in Jetscheba, Oberlausitz) ist ein sorbischer Journalist, Schriftsteller und Publizist.
Adam studierte Journalistik und war bis zum Jahr 2005, als er von Gregor Wieczorek abgelöst wurde, Chefredakteur der niedersorbischen Wochenzeitschrift Nowy Casnik. Ebenfalls war er von 1964 bis 1992 Redakteur des niedersorbischen Buchkalenders Serbska pratyja.